# Karine Cunha
Karine Cunha (Porto Alegre) é uma cantora, compositora, arranjadora, professora e instrumentista (violão e cavaquinho) do Brasil.
Estudou violão clássico com Márcio de Souza, e se aperfeiçoou no Instituto de Música da EST e na Universidade Federal do Rio Grande do Sul. Iniciou sua carreira aos doze anos de idade. Já se apresentou em inúmeros shows e projetos, e tem vários discos gravados: 
- (2007) Epahei! (solo)
- (2005) Fluida (solo)
- (2004) Festival de Música Nacional - 10º Canto da Lagoa (participação)
- (2004) Festival MPB UPF (participação)
- (2003) Festival 17ª Moenda da Canção (participação)
- (2002) Maria vai com as outras (integrando o grupo vocal D'Quina Pra Lua, Prêmio Açorianos na categoria "Revelação MPB"}
- (2000) Teatro, dança e música - Projeto Arte nos trilhos, Trensurb/APCERGS (participação)
- (1998) Orquestra de Mantras Rudraksha (participação)

## Prêmios e indicações

### Prêmio Açorianos
| Ano  | Categoria         | Indicação    | Resultado |
| ---- | ----------------- | ------------ | --------- |
| 2005 | Intérprete de MPB | Karine Cunha | Venceu    |
| 2007 | Compositor de MPB | Karine Cunha | Indicado  |
| 2007 | Intérprete de MPB | Karine Cunha | Indicado  |